# Sidney Sheldon
Sidney Sheldon (Chicago, 11 de febrero de 1917-Rancho Mirage, California, 30 de enero de 2007) fue un escritor y guionista estadounidense.

## Biografía
Sheldon nació como Sidney Schechtel en Chicago, Illinois, de padre judío alemán y madre judía rusa. Su carrera empezó en 1937 en Hollywood, California, donde revisó y colaboró en guiones de película de clase B. Después de la Segunda Guerra Mundial, Sheldon volvió a escribir varios musicales para Broadway y además continuó redactando guiones para la Metro Goldwyn Mayer y los estudios Paramount. 
También conocido por ser el creador de la famosa serie televisíva de los años sesenta Mi bella genio (I Dream of Jeannie, su título original).
En el cine destaca en la película The Bachelor and the Bobby-Soxer dirigida por Irving Reis en 1947 que le hizo merecedor de un Óscar al mejor guion original.
A través de los años, Sheldon escribió para televisión, películas y teatro. Obtuvo varios premios, incluyendo un Emmy.
En 1969 escribió su primera novela: Cara descubierta, que le valió una nominación al premio Edgar Allan Poe de la Asociación de Escritores de Misterio de Estados Unidos en la categoría de mejor primera novela. Su siguiente trabajo, Más allá de la medianoche, fue un superventas.
Murió pocos días antes de cumplir noventa años en el Centro médico Eisenhower de Rancho Mirage, por complicaciones derivadas de una neumonía. Su esposa Alexandra y su hija Mary Sheldon, también escritora, estaban a su lado. Sus restos se encuentran en el Cementerio Westwood Village Memorial Park de Los Ángeles, California.

## Libros

### Novelas
- Cara descubierta (The Naked Face, 1970), trad. de Liro P. Gonzálvez, publicado por Alianza en 1974.
- Más allá de la medianoche (The Other Side of Midnight, 1973), trad. de Marta Isabel Gustavino, publicado por Ultramar en 1978.
- Un extraño en el espejo (A Stranger in the Mirror, 1976), trad. de Elisa López de Bullrich y María J. Sobejano, publicado por Ultramar en 1976.
- Lazos de sangre (Bloodline, 1977), trad. de Raquel Albornoz, publicado por Ultramar en 1979.
- Venganza de ángeles (Rage of Angels, 1980), trad. de Alicia Dellepiane, publicado por Bruguera en 1981.
- El amo del juego (Master of the Game, 1982), trad. de Montserrat Solanas, publicado por Ediciones Orbis en 1988.
- Si hubiera un mañana (If Tomorrow Comes, 1985), trad. de Raquel Albornoz, publicado por Plaza & Janés en 1985.
- El capricho de los dioses (Windmills of the Gods, 1987), trad. de Raquel Albornoz, publicado por Plaza & Janés en 1992.
- Las arenas del tiempo (The Sands of Time, 1988), trad. de Rosa S. Corgatelli, publicado por Plaza & Janés en 1989.
- Recuerdos de medianoche (Memories of Midnight, 1990), trad. Raquel Albornoz, publicado por Emecé editores en 1990. (Segunda parte de Más allá de la medianoche).
- La conspiración del juicio final (The Doomsday Conspiracy, 1991), trad. Nora Watson, publicado por Emecé editores en 1994.
- Escrito en las estrellas (The Stars Shine Down, 1992), trad. Edith Zilli, publicado por Emecé editores en 1992.
- Nada es eterno (Nothing Lasts Forever, 1994), trad. Elizabeth Casals, publicado por Círculo de Lectores en 1995.
- Mañana, tarde y noche (Morning, Noon and Night, 1995), trad. de Nora Watson, publicado por Emecé editores en 1999.
- Los mejores planes (The Best Laid Plans, 1997), trad. de Nora Watson, publicado por Emecé editores en 1998.
- Cuéntame tus sueños (Tell Me Your Dreams, 1998), trad. de Nora Watson, publicado por Emecé editores en 2001.
- Presentimientos (The Sky Is Falling, 2001), trad. de Isidora Paolucci y Virginia Tolosa, publicado por Booket en 2002.
- ¿Tienes miedo a la oscuridad? (Are You Afraid of the Dark?, 2004), trad. de Julio Sierra, publicado por Emecé editores en 2004.
- El precio de la intriga (Master of the Game, 1982), trad. de Nora Watson, publicado por Emecé editores en 2009.

### Otras obras
- Persecución (The Chase, 1993), trad. de Raquel Albornoz, publicado por Emecé en 1998.
- El estrangulador (The Strangler, 1994), trad. de Nora Watson, publicado por Emecé en 1994.
- Los doce mandamientos (The Twelve Commandments, 1997),
- El dictador (The Dictator, 1997),
- Extraño testamento (Money Tree, 1996),
- Historia de fantasmas (Ghost Story, 2000),
- Lotería (Million Dollar Lottery, 1998), trad. de

### Autobiografía
- La otra parte de mí (The Other Side of Me, 2005), trad. de Fernando T. Ruggiero, publicado por Emecé en 2006.

## Premios y distinciones
Premios Óscar
| Año  | Categoría            | Película                         | Resultado |
| ---- | -------------------- | -------------------------------- | --------- |
| 1948 | Mejor guion original | The Bachelor and the Bobby-Soxer | Ganador   |